# Guzmania elvallensis
Guzmania elvallensis är en gräsväxtart som beskrevs av Hans Edmund Luther. Guzmania elvallensis ingår i släktet Guzmania och familjen Bromeliaceae. Inga underarter finns listade i Catalogue of Life.